# 製品
製品（せいひん、プロダクト、英: product）とは、主に工業において原材料、原級を加工し精製した品物のこと。
工業を営む企業においては主要な商品である。
完成する前の段階では、「仕掛品」や「半製品」と呼ばれ、加工後の最終成果品は「完成品」（最終製品）という。
類似の名称に、製造品がある。

## 概要
製品とは、有形の物に限定されない場合も多い。サービスも製品の1つとされる。教育サービス、金融商品、イベント等、列車や映画館の座席予約も製品である。企業が顧客に提供して対価を得る物や行為のすべてが、製品と考えられる。
ISO 14001:2004（環境マネジメントシステム）では、製品とはプロセスの結果であるとされ、サービス、ソフトウェア、ハードウェア、素材製品に分類される。

## 工業簿記における製品
工業簿記では、製品は製造に必要な全ての材料費、労務費、経費が集計された棚卸資産であり、流動資産である。販売が実現した段階で製造原価に転化し、費用化されるが、実務上は棚卸しによって費用化する額が決められることが多い。

## 製品の例
- 工業製品 - 工業において原材料を消費して製造される物品であるが、特に、様々な工程を経て消費者に提供される段階にまで加工が済んだ物を指す場合が多い。
- 石油製品 - 石油精製の過程を経て原油（石油）から分留された有益な物質全般をさす。/ 特定石油製品輸入暫定措置法
- 化学製品 - 化学工業で製造されたものであるが,特に精密化学を中心に化学工業の製品は化成品と呼ばれる。
- 石油化学製品
- 電気製品 - 電気製品の一覧 / 電気製品認証協議会
- 家電製品 (家庭用電気機械器具, 略称・電気製品、家電（かでん） 家庭（用）電化製品（かてい（よう）でんかせいひん） 略称・電化製品（でんかせいひん） 家庭用の電気製品)
  - デジタル家庭電化製品 - 家庭用電気機械器具（以下、家電製品とする）のうち、デジタル関連の技術を使用したもの。
  - ジェネリック家電製品/ジェネリック家電製品大賞 - 日本国内で発売される電機大手8社以外の、優良な中小家電メーカー製家電製品の品質と安全性の向上、市場拡大を願って、2013年10月にジェネリック家電推進委員会によって設立された賞。
  - 全国家庭電気製品公正取引協議会
  - 家電製品 (2ちゃんねるカテゴリ) 電化製品に乾杯!
  - 三種の神器 (電化製品)  - 戦後日本において、新時代の生活必需品として宣伝された3種類の耐久消費財である。
- 電子情報製品 / 電子情報製品生産汚染防止管理弁法
- 宝飾製品 (装身具)
- 骨角製品 (骨角器) - 彫像品としての骨角器のことは特に骨角製品と呼ぶことも。
- 皮革製品
- 繊維製品 / 繊維及び繊維製品（衣類を含む。）に関する協定
- 内外衣料製品
- 木器 (木製品) - 木を加工して作った道具・器具の類を指す。狭義として木製品のうち農具・武具・容器の類に限定して木器と呼ぶ場合もある。
- 月印紙製品
- タバコ製品 - 日本では法令上、たばこ事業法2条3号により、「製造たばこ」と定義され、「葉たばこを原料の全部又は一部とし、喫煙用、かみ用又はかぎ用に供し得る状態に製造されたもの」である。
- レトルト製品 (レトルト食品)
- 魚肉練り製品 - 魚のすり身を主原料とし、食塩を加えて練って整形した後、加熱によりゲル化させて製造した食品。例としてえび天 (魚肉練り製品)など。
- 乳製品 - 動物の乳、特に牛乳を加工して作られる製品の総称。例としてコア (乳製品)など / 乳及び乳製品の成分規格等に関する省令
- 食肉製品
- 米粒状土製品(擬似米）- 遺跡で出土することが知られていて、五穀豊穣や子孫繁栄を願うために、米の代用品として使われたと推測されてきた土粒。
- 旗艦製品 - 会社の利益を支える主力製品、あるいは会社の技術の粋を尽くしてつくられた最高価格製品を「旗艦製品」「フラグシッププロダクト」と呼ぶ
- プログラム製品 (パッケージソフトウェア) - 多数の企業で汎用的に利用できるソフトウエアを目論み、開発・販売される。
- 複合製品（オールインワン) - 幾つかの物や機能などが一つにまとめられている形態
- コピー製品 (コピー商品)

## 主な製品の一覧
- CPU製品一覧
- パーソナルコンピュータ製品一覧
- Pythonを使っている製品あるいはソフトウェアの一覧
- Amazon.comの製品・サービスリスト
- P&G製品一覧
- アーセナルが製造している製品
- いすゞ自動車の製品一覧
- ウォークマンの製品一覧
- コナミデジタルエンタテインメント発売の製品一覧
- ソニーのMDメディア製品一覧
- タミヤのRC製品一覧
- ポケットコンピュータの製品一覧
- ヤマハ発動機の製品一覧
- ライオン製品一覧
- ロート製薬の製品
- 花王製品一覧
- 高橋製作所のアクセサリー製品一覧
- 大正製薬製品一覧
- 第一三共ヘルスケアの製品
- 本田技研工業の製品一覧

光学機器・製品
- アメリカコダックのフィルムカメラ製品一覧
- アーノルド&リヒターのカメラ製品一覧
- ウイスタのカメラ製品一覧
- エボニーのカメラ製品一覧
- エルモ社のカメラ製品一覧
- カール・ツァイスのレンズ製品一覧
- カール・ツァイスの天体望遠鏡製品一覧
- キヤノンのカメラ製品一覧
- キヤノンのレンジファインダーカメラ製品一覧
- キヤノンの銀塩コンパクトカメラ製品一覧
- キヤノンの銀塩マニュアルフォーカス一眼レフカメラ製品一覧
- グラフレックスのカメラ製品一覧
- コシナ・フォクトレンダーのカメラ製品一覧
- コシナのカメラ製品一覧
- コダックのプロフェッショナル用デジタルカメラ製品一覧
- コニカのカメラ製品一覧
- シュナイダー・クロイツナッハのレンズ製品一覧
- ソニーのデジタルコンパクトカメラ製品一覧
- ソニーのビデオカメラ製品一覧
- トプコンのカメラ製品一覧
- ニコンのカメラ製品一覧
- ニコンのデジタルコンパクトカメラ製品一覧
- ニコンのデジタル一眼レフカメラ製品一覧
- ニコンのレンジファインダーカメラ製品一覧
- ニコンのレンズ交換式アドバンストカメラ製品一覧
- ニコンのレンズ製品一覧
- ニコンの銀塩コンパクトカメラ製品一覧
- ニコンの銀塩一眼レフカメラ製品一覧
- ニコンの全天候カメラ製品一覧
- ニコンの天体望遠鏡製品一覧
- ニッカカメラのカメラ製品一覧
- ハッセルブラッドのカメラ製品一覧
- パノンカメラ商工のカメラ製品一覧
- フォクトレンダーのカメラ製品一覧
- フォクトレンダーのコンパクトカメラ製品一覧
- フォクトレンダーのスプリングカメラ製品一覧
- フォクトレンダーのプレート使用カメラ製品一覧
- フォクトレンダーのレンジファインダーカメラ製品一覧
- フォクトレンダーのレンズ製品一覧
- フォクトレンダーの一眼レフカメラ製品一覧
- フォクトレンダーの二眼レフカメラ製品一覧
- プラウベルのカメラ製品一覧
- ペトリカメラのカメラ製品一覧
- ペンタックスのカメラ製品一覧
- ペンタックスのデジタルカメラ製品一覧
- ペンタックスの銀塩コンパクト・APSカメラ製品一覧
- ペンタックスの銀塩一眼レフカメラ製品一覧:35mm判 (KマウントAF機種)
- ペンタックスの銀塩一眼レフカメラ製品一覧:35mm判 (KマウントMF機種)
- ペンタックスの銀塩一眼レフカメラ製品一覧:35mm判 (ねじ込み式マウント)
- ペンタックスの銀塩一眼レフカメラ製品一覧:中判・110フィルム用
- ペンタックスの写真レンズ製品一覧
- ポラロイドのカメラ製品一覧
- マミヤ・オーピーのカメラ製品一覧
- ミノルタのカメラ製品一覧
- ミランダのカメラ製品一覧
- メオプタのカメラ製品一覧
- ヤシカのカメラ製品一覧
- ライカのカメラ製品一覧
- ライカのコンパクトカメラ製品一覧
- ライカのレンズ交換式カメラ製品(Tマウント)一覧
- ライカのレンジファインダーカメラ製品一覧
- ライカの一眼レフカメラ製品一覧
- リコーのカメラ製品一覧
- リコーのデジタルカメラ製品一覧
- 興和のカメラ製品一覧
- 駒村商会のカメラ製品一覧
- 五藤光学研究所の望遠鏡製品一覧
- 高橋製作所の望遠鏡製品一覧
- 寺岡精工所のカメラ製品一覧
- 大沢商会のカメラ製品一覧
- 日本特殊光学の望遠鏡製品一覧
- 富士フイルムのカメラ製品一覧
- 富士フイルムのデジタルカメラ製品一覧

## 製品に関する資格者
- 家電製品エンジニア
- 家電製品アドバイザー

製品製造技能士と職業訓練指導員
- 帆布製品製造技能士
- ニット製品製造技能士
- 半導体製品製造技能士
- ガラス製品製造技能士
- ファインセラミックス製品製造技能士
- 水産練り製品製造技能士
- 職業訓練指導員 (帆布製品科)
- 職業訓練指導員 (プラスチック製品科)
- 職業訓練指導員 (ほうろう製品科)

## 製品に関する機関と団体
- 医薬品・医療製品規制庁（イギリス）
- 製品評価技術基盤機構
- 米国家電製品協会
- 米国消費者製品安全委員会
- スウェーデン医療製品庁

### 製品に関する日本の企業と業界団体
- 日本の企業一覧 (繊維製品)
- 日本の企業一覧 (石油・石炭製品)
- 日本の企業一覧 (ゴム製品)
- 日本の企業一覧 (ガラス・土石製品)
- 日本の企業一覧 (金属製品)
- 日本の企業一覧 (その他製品)
- ゴム製品関連の業界団体の一覧
- ガラス・土石製品関連の業界団体の一覧
- 石油・石炭製品関連の業界団体の一覧
- 金属製品関連の業界団体の一覧
- その他製品関連の業界団体の一覧
- 繊維製品関連の業界団体の一覧

## 製品に関する管理
- 消費生活用製品安全法
- フロン類の使用の合理化及び管理の適正化に関する法律
- リコール (一般製品) - 設計・製造上の過誤などにより製品に欠陥があることが判明した場合に、法令の規定または製造者・販売者の判断で、無償修理・交換・返金などの措置を行うこと。
- 工業製品の自主規制 - 過剰な開発競争の抑止や社会的に不適合な工業製品の出現を排除する目的で、製造メーカーや業界団体などが自主的に規制を設けること。
- 製品差別化 - 製品・サービスなど、価値活動の一部が優れているということを強調することで、他の競争業者と差別化を図ることで競争優位性を発揮しようとする戦略。
- 製品候補版(リリース候補版 - 製品として正式に公開されるソフトウェアの候補となるバージョン（版）。
- 製品安全データシート/製品ライフサイクル管理
- 長期使用製品安全点検制度 - 2006年の「改正消費生活用製品安全法」に基づき創設された同日施行の「長期使用製品安全表示制度」もある。
- 製品安全協会SGマーク - 消費生活用製品の安全性を認証する任意の制度。
- 長期使用製品安全表示制度 - 消費者が家電製品を使用するにあたり注意や留意することを目的としている。
- 製品の循環過程における環境影響評価(ライフサイクルアセスメント)
- 製品情報管理 - PLM（Product Lifecycle Management：製品の設計・開発・保守・廃棄・リサイクルなど、製品のライフサイクル全体を通して、製品関連情報を一元管理する考え方）の実現を支援するシステムである。
- ライフサイクルコスト (LCC,製品の生涯費用)- 製品や構造物などの費用を、調達・製造～使用～廃棄の段階をトータルして考えたもの。訳語として生涯費用
- 製品戦略部 - 企業において、製品の企画立案から製造および販売までをトータルで考え戦略立案を行う部門。
- 製品ライフサイクル（Product life cycle）- マーケティング用語の1つで、製品が市場に登場してから退場するまでの間を指す
- プロダクト・ポートフォリオ・マネジメント (製品ポートフォリオ, 略称PPM）- 経営資源を最適に配分することを目的として、ボストン・コンサルティング・グループが1970年代に提唱したマネジメント手法。
- アクティベーション (製品のアクティブ化)
- 一村一製品運動（One Tambon One Product ConceptあるいはOTOP、หนื่งตำบลหหนื่งผลิตภัณท์）- タイにおいて首相であるタクシン・チナワットによって提案された地域おこし運動。
- 新製品普及会 (催眠商法)
- 先行製品品質計画（APQP: Advanced Product Quality Planning）- 製品を企画、開発し量産に至るまでの手順やなすべき作業を、製品の品質を確保するという視点からまとめたものである。
- 中国強制製品認証制度 / CCC中国強制性製品認証オンライン
- 中国製品の安全性問題 - 中華人民共和国で製造された工業製品に対して、その安全性に疑問が呈されている問題。
- 製品事故 - 消費生活用製品安全法が規定している事故の一種。
- 中国製品ボイコット - 世界各国で行われている中国製の製品に対するボイコット。
- 日本製品不買運動 - 日本国外の各国で日本に対する政治的主張などを目的として、日本製品を買わないことを呼びかける社会運動。
- ロシア製品不買運動 - ウクライナにおいて、ロシア製品のボイコットを呼びかける非暴力抵抗運動 (nonviolent resistance)